# Глубокое (Екатеринбург)
Глубо́кое — бывший посёлок в составе Октябрьского района города Екатеринбурга Свердловской области.
Расстояние до жилого микрорайона Кольцово (г. Екатеринбург) — 7 км, до ближайших железнодорожных станций Кольцово — 9 км, Исток-10 км. Одноимённый ж.д. остановочный пункт перегона Исток — Косулино на главном ходу Транссиба. Ближайшие населённые пункты — Екатеринбург, посёлок Исток, город Арамиль.

## История
29 декабря 1949 года указом Президиума Верховного Совета РСФСР посёлок при железнодорожном разъезде Глубокое был перечислен из состава Косулинского сельсовета в административное подчинение Кольцовского поселкового совета.
9 декабря 1999 года улица, ранее не имевшая названия, получила наименование Алая.
9 декабря 2014 года был назначен опрос жителей по вопросу присоединения поселка к городу Екатеринбургу. Протокол опроса был утвержден 10 марта 2015 года.
11 февраля 2016 населённый пункт был упразднён и включён в городскую черту Екатеринбурга.

## Население
По переписи 2010 года в посёлке проживал 41 человек, в том числе 19 мужчин и 22 женщины. Преобладающая национальность (на 2002 год) — русские (79 %).
| 2002 | 2009 | 2010 |
| ---- | ---- | ---- |
| 14   | ↗25  | ↗41  |